# Robert Vandekerckhove
Robert Vandekerckhove (ur. 30 czerwca 1917 w Ingelmunster, zm. 23 lutego 1980 w Mechelen) – belgijski i flamandzki polityk, prawnik i samorządowiec, parlamentarzysta, od 1974 do 1977 minister, w latach 1977–1980 przewodniczący Senatu.

## Życiorys
Pochodził z rodziny wielodzietnej. Działał w młodzieżowych organizacjach katolickich. W 1940 ukończył prawo na Katolickim Uniwersytecie w Lowanium. W trakcie studiów zajmował się dziennikarstwem, m.in. jako sekretarz redakcji czasopisma „Universitas”. W 1937 został sekretarzem studenckiej organizacji Politica, następnie w latach 1939–1940 pełnił funkcję jej wiceprzewodniczącego. Pracował m.in. w instytucji kredytowej w Brukseli i jako wykładowca w instytucie administracji publicznej w Ixelles. W trakcie II wojny światowej współpracował z grupami ruchu oporu. Po wyzwoleniu został urzędnikiem w ministerstwie zaopatrzenia. Należał do organizatorów powołanej w 1945 chadeckiej partii PSC-CVP, został jednym z dwojga jej sekretarzy generalnych. Pełnił tę funkcję do 1947, później podjął praktykę w zawodzie notariusza w Mechelen.
W 1952 zasiadł w komitecie krajowym chadeków. W latach 1952–1980 wchodził w skład rady miejskiej w Mechelen. W 1958 został dokooptowany w skład Senatu, w wyższej izbie belgijskiego parlamentu zasiadał do czasu swojej śmierci w 1980. W latach 1968–1972 był wiceprzewodniczącym Senatu. W 1963 objął funkcje wiceprzewodniczącego PSC-CVP i przewodniczącego jej oddziału flamandzkiego. W 1968 został zapoczątkowany kilkuletni proces podziału ugrupowania. Od tegoż roku do 1972 Robert Vandekerckhove był pierwszym przewodniczącym Chrześcijańskiej Partii Ludowej.
Od czerwca 1974 do czerwca 1977 sprawował urząd ministra do spraw reform instytucjonalnych w dwóch rządach Leo Tindemansa. W czerwcu 1977 mianowany przewodniczącym Senatu, zmarł w trakcie urzędowania na tym stanowisku w lutym 1980.

## Życie prywatne
Był żonaty z Marią De Brabandere, miał pięcioro dzieci. Działalność polityczną prowadzili jego młodszy brat Rik Vandekerckhove oraz szwagier Albert De Clerck.